# Лукас, Джим Грифинг
Джим Грифинг Лукас (англ. Jim Grifing Lucas, 22 июня 1914 года — 22 июля 1970 года) — американский военный корреспондент и лауреат Пулитцеровской премии, наиболее известен репортажами времён Корейской и Вьетнамской войн.

## Биография
Джим Лукас родился в Оклахоме в семье банкира Джима Боба Лукаса. В 1932 году юноша был зачислен в Высшую школу журналистики при Миссурийском университете. Но уже через год поступил на службу репортёром двух региональных газет: Muskogee Daily Phoenix и Times-Democrat. В 1936—1938 годах он работал новостным корреспондентом для радиостанции KBIX, а затем присоединился к штату газеты Tulsa Tribune, где прослужил около пяти лет. Его карьера военного репортёра началась во время Второй мировой войны, когда Лукас поступил на службу при корпусе морской пехоты в Тихом океане. Во время сражения на острове Тарава он три дня числился погибшим, так как военные неправильно идентифицировали тело другого служащего. По окончании наступления журналист получил бронзовую звезду и был повышен до звания второго лейтенанта. Всего, по разным данным, Джим Лукас участвовал в семи — девяти десантных операциях, включая битву за Иводзиму и битку за Гуадалканал. К окончанию военных действий он носил звание первого лейтенанта.
После войны Лукас присоединился к газете Scripps‐Howard Newspaper для освещения последующих событий в Тихом океане. Например, в 1946 году он был в группе корреспондентов, запечатлевших тестирование атомной бомбы на атолле Бикини. Через год вместе с исследователем Ричардом Бэрдом Лукас отправился на Южный полюс. Вернувшись позднее к освещению международной повестки, репортёр за время Корейской войны провёл на передовой 26 месяцев из 36. Так, он участвовал в 17 рейсах бомбардировщика B-17 и неоднократно — в патрулирующих миссиях военно-морских сил. За свои международные репортажи в 1954 году Лукас получил Пулитцеровскую премию. К моменту вручения награды он уже находился в Ханое, где освещал ввод коммунистических сил Хо Ши Мина в ходе Индокитайской войны. Корреспондент вернулся в США только в 1967-м и через три года скончался.

## Отдельные работы и награды
После смерти генерала Дугласа Макартура в 1964 году Джон Лукас выпустил меморандум, основанный на десятилетнем опыте общения с военачальником. В нём журналист приписывал Макартуру обвинения британской армии в «подрыве усилий по достижению полной победы в Корее». Бывший помощник Макартура Кортни Уитни назвал материал журналиста «фантазией».
За статьи о сражении за Тараву Джон Лукас получил в 1943 году Национальную премию Клуба Хедлайнеров (англ. National Headliners Club Award) как лучший зарубежный корреспондент. В дальнейшем в разные годы он дважды становился лауреатом премии Эрни Пайла, Мемориальной награды Джорджа Полка и первой Премии Марка Уотсона за военную корреспонденцию. Кроме того, за свои заслуги во время Корейской войны корреспондент был признан почётным пожизненным членом 7-й дивизии США.